# Droga magistralna M3 (Białoruś)
Droga magistralna M3 (biał. Магістраль М3, ros. Магистраль М3) – trasa szybkiego ruchu na terenie Białorusi. Droga M3 łączy stolicę Białorusi, Mińsk, z północą kraju. Trasa biegnie od Mińska w kierunku miasta Lepel i Witebska. Droga ta jest często używana przez turystów pragnących dotrzeć nad Jezioro Narocz.